# 크리스 크로퍼드
크리스 크로퍼드(Chris Crawford, 1950년 - )는 미국 컴퓨터 게임 초기의 저명한 게임 디자이너이다. 최초의 게임 디자인 전문서인 《The Art of Computer Game Design》을 쓰고, 게임 개발자 회의를 설립했다.

## 생애
크로퍼드는 1972년 캘리포니아 대학교 데이비스에서 물리학 학사를, 1975년 미주리주 대학교에서 물리학 박사학위를 취득했다. 이후 몇년간 전문대학과 캘리포니아 대학교에서 물리를 가르쳤다.
강사로 일하면서 동료의 영향으로 컴퓨터 게임에 관심을 가져 취미로 컴퓨터 게임을 만들기 시작했다. 1976년 IBM 1130으로 첫 컴퓨터 게임 《탱크틱스》를 만들었고 1978년에 직접 출시해 판매했다. 1979년에는 전략 게임 《리젼에어》를 만드는데, 이것은 이후 1982년에 아발론 힐을 통해 출시된다.

### 아타리 재직시절
아내의 직장이 있는 실리콘 밸리로 이사한 뒤, 1979년 그는 게임 회사인 아타리에 입사한다. 원래 다른 게임 회사에 응시했다가 면접에서 떨어지고 전화번호부에서 컴퓨터 게임 목록의 가장 위에 있던 아타리에 연락해 면접을 본 것이었다. 입사 후인 1980년에는 아타리 2600용으로 《위자드》의 개발에 착수한다. 이 프로젝트는 빛을 보지 못 하고 폐기되었지만, 25년이 지난 2005년 아타리 플래시백 2에 포함되어 출시된다.
1981년에는 아타리 8비트 패밀리용으로 교육용 게임인 《에너지 군주》와 《스크램》을 개발해 출시하고, 직접 출시했던 《탱크틱스》가 아발론 힐을 통해 재발매되었다. 뒤이어 전략 게임인 《동부전선 (1941)》을 출시하고, "개인용 컴퓨터로 할 수 있는 최고의 전쟁게임" 이란 평을 듣는다. 크로퍼드 본인에 따르면 지도의 부드러운 스크롤 기술을 사용하는 최초의 전쟁게임이기도 하다. 그는 아타리 8비트 패밀리의 고급 기능을 설명한 책인 《데 레 아타리》(1982년)의 집필에도 참여해, 관련된 기술을 설명하기도 했다.
1983년에는 인간의 대인관계를 모사하는 실험적인 게임인 《가십》을 개발한다. 이 게임은 소량만이 카트리지로 제작되어, 그 중에서도 극소량만이 판매되었다. 그는 이어지는 게임 《엑스칼리버》에서 플레이어인 아서 왕의 원탁회의와 외교 시스템에 《가십》에서 실험했던 대인관계 시스템을 적용했다.
1984년에는 게임 디자인 이론을 다루는 최초의 서적인 《The Art of Computer Game Design》을 집필했다. 그는 이 책을 독학을 위해 썼다고 술회했다.

### 프리랜서
1983년 비디오 게임 위기의 영향으로 프리랜서가 된 크로퍼드는 1985년 마인드스케이프를 통해 《밸런스 오브 파워》를 출시하고 25만장을 판매했다. 이 게임은 플레이어가 당시 냉전시대의 미국의 대통령이나 소련의 서기장이 되어 상대국가와 물리적 충돌을 일으키지 않고 위신을 높이는 전략게임이었다. 1986년에는 게임의 제작과정과 게임이 담은 지정학적 요소를 자세히 설명한 동명의 책을 출간했다.
1987년에는 전략 게임 《패튼 대 롬멜》, 《믿음과 배반: 시붓의 유산》을 개발해 출시한다. 《믿음과 배반》에서 그는 플레이어와 컴퓨터 플레이어가 언어로 소통하는 듯한 시스템 디자인을 시도했다. "시붓"(Siboot)은 크로퍼드가 키우던 고양이 "붓시"(Bootsie)의 이름을 뒤집은 것으로, 고양이가 부상으로 죽어가는 걸 보며 말을 나눌 수 있으면 좋겠다는 생각을 한 것이 이 게임을 만들게 된 계기였다고 한다. 크로퍼드는 이 게임의 디자인을 스스로 "가장 큰 창조적 도약"이라며 자랑스러워했지만, 판매량은 5천장 정도였다.
같은 해, 그는 집 거실에서 컴퓨터 게임 개발자 회의라는 개발자 친구와 동료들의 모임을 조직한다. 이는 현재 매년 수만명의 개발자가 참여하는 게임 개발자 회의의 전신이다. 또한 자가 출판 방식으로 게임 디자인을 다루는 정기적인 저널 《저널 오브 컴퓨터 게임 디자인》도 발행했다.
1989년, 국가를 더 추가하고 2인용 모드를 넣은 《밸런스 오브 파워》의 1990년판을 출시하지만 전작만큼의 성공은 거두지 못 한다. 이후 전략 게임 《글로벌 딜레마: 총 아니면 버터》, 환경 시뮬레이션 게임 《밸런스 오브 플래닛》(이상 1990년), 전략 게임 《패튼의 역습》(1991년)을 출시하지만 별다른 반응을 얻지 못 하고, 1991년에는 게임 개발자 회의가 밀러 프리먼 출판사에 매각되는 과정에서 이사회에서 물러난다. 이에 대해 크로퍼드는 "매각과정에서 잇속을 챙긴 다른 이사들과 이에 개의치 않는 업계 사람들의 윤리의식"을 비판했다.
1992년, 그는 게임 개발자 회의에서 가진 "드래곤 스피치"(Dragon Speech)라는 강연을 통해 게임계에 작별을 고했다. 강연 내내 그는 "드래곤"을 자신이 좇는 꿈의 상징으로 사용하며, 그 꿈을 컴퓨터 게임으로는 이룰 수 없는 걸 깨달았다고 말한다. 그리고 강연의 마지막에는 직접 만든 검을 꺼내 "돌격!"을 외치며 출구로 달려나가 돌아오지 않았다.

### 스토리트론
상징적인 강연으로 게임계를 떠난 그는 자신의 꿈을 이룰 수단으로 인터랙티브 스토리텔링을 연구하며, 그를 위한 저작 소프트웨어의 개발에 착수했다. 이것은 초기에는 에라스뮈스의 이름을 따 "에라스마튼"으로 불렸다. 그는 프로젝트가 길어야 2년 정도 걸릴 것으로 예상했지만, 2009년이 되어서야 베타 버전을 공개했다. 그 과정에서 소프트웨어의 이름은 스토리트론으로 바뀌었다. 베타 버전 공개와 함께 그는 스토리트론으로 제작한 《밸런스 오브 파워: 21세기》를 선보였다.

## 개발한 게임
- 《탱크틱스》 (1978년)
- 《리젼에어》
- 《위자드》 (1980년에 개발했지만 2005년 출시된다)
- 《에너지 군주》 (1981년)
- 《스크램》 (1981년)
- 《동부전선 (1941)》 (1981년)
- 《가십》
- 《엑스칼리버》 (1983년)
- 《밸런스 오브 파워》 (1985년)
- 《패튼 대 롬멜》 (1985년)
- 《믿음과 배반: 시붓의 유산》 (1987년)
- 《밸런스 오브 파워: 1990년판》 (1989년)
- 《글로벌 딜레마: 총 아니면 버터》 (1990년)
- 《밸런스 오브 플래닛》 (1990년)
- 《패튼의 역습》(1991년)
- 《밸런스 오브 파워: 21세기》 (2009년)

## 저서
- 《데 레 아타리》 (기고자, 1982년)
- 《The Art of Computer Game Design》 (1984년)
- 《Balance of Power》 (1986년)
- 《The Art of Interactive Design》 (2002년)
- 《Chris Crawford on Game Design》 (2003년)
- 《Chris Crawford on Interactive Storytelling》 (2004년)

## 참조
1. 1 2 3 4  맥스 스틸 (2005년 9월 27일). “A Conversation with Chris Crawford”. 《The Escapist》. 2010년 7월 27일에 원본 문서에서 보존된 문서. 2010년 7월 28일에 확인함.
2. ↑  시몬 칼리스 (2003년 6월 5일). “Power Balancing: An Interview With Chris Crawford”. 《Gamasutra》. 2010년 7월 28일에 확인함.
3. ↑  제임스 헤이그 (2002년 6월). “Small Version of Giant List”. 《Halcyon Days》. 2010년 7월 28일에 확인함.
4. 1 2  제임스 헤이그 (2002년 6월). “Chris Crawford”. 《Halcyon Days》. 2010년 7월 28일에 확인함.
5. ↑  크리스 크로퍼드 (2003년). 《Chris Crawford on Game Design》. New Riders Press. 118쪽. ISBN 0-13-146099-4.
6. ↑  “Atari® Flashback™ 2 Classic Game Console”. 《Atari》. 2005년 10월 27일에 원본 문서에서 보존된 문서. 2010년 7월 28일에 확인함.
7. ↑  데이빗 스몰, 샌디 스몰, 조지 블랭크 (1983년). “Eastern Front, The Atari Goes to War”. 《The Creative Atari》. AtariArchives.org. 2010년 7월 28일에 확인함.
8. ↑  크리스 크로퍼드 (2003년). 《Chris Crawford on Game Design》. New Riders Press. 131쪽. ISBN 0-13-146099-4.
9. ↑  크리스 크로퍼드 (1982년). “De Re Atari Chapter 06”. 《De Re Atari》. AtariArchives.org. 2010년 7월 27일에 확인함.
10. ↑  크리스 크로퍼드 (2003년). 《Chris Crawford on Game Design》. New Riders Press. 138쪽. ISBN 0-13-146099-4.
11. ↑  크리스 크로퍼드 (1984년). 《The Art of Computer Game Design》. McGraw-Hill/Osborne Media. 72쪽. ISBN 0-88134-117-7.
12. ↑  마크 울프, 버나드 페론 (2003년). 《The Video Game Theory Reader》. Routledge. 4쪽. ISBN 0-415-96579-9.
13. ↑  크리스 크로퍼드 (1986년). 《Balance of Power》. Microsoft Press. ISBN 0-914845-97-7.
14. ↑  크리스 크로퍼드 (1987년). “Blowing my Siboot-Horn”. 《The Journal of Computer Game Design》. 2010년 6월 10일에 원본 문서에서 보존된 문서. 2010년 7월 28일에 확인함.
15. ↑  크리스 크로퍼드 (1987년). “Ruminations on the First Game Designer’s Symposium”. 《The Journal of Computer Game Design》. 2010년 6월 10일에 원본 문서에서 보존된 문서. 2010년 7월 28일에 확인함.
16. ↑  크리스 크로퍼드 (1996년). “Computer Games Are Dead”. 《The Journal of Computer Game Design》. 2010년 7월 28일에 확인함.[깨진 링크(과거 내용 찾기)]
17. ↑  시몬 칼리스 (1997년). “chris crawford interview”. 《gamegeek peeks》. 2009년 1월 31일에 원본 문서에서 보존된 문서. 2010년 7월 28일에 확인함.
18. ↑  유튜브에 해당 강연의 영상 이 올라와있다.